# Old Saybrook
Old Saybrook és una població dels Estats Units a l'estat de Connecticut. Segons el cens del 2005 tenia 10.512 habitants.

## Demografia
Segons el cens del 2000, Old Saybrook tenia 10.367 habitants, 4.184 habitatges, i 2.920 famílies. La densitat de població era de 266,1 habitants/km².
Dels 4.184 habitatges en un 27,2% hi vivien nens de menys de 18 anys, en un 59,4% hi vivien parelles casades, en un 7,6% dones solteres, i en un 30,2% no eren unitats familiars. En el 25,4% dels habitatges hi vivien persones soles el 12,9% de les quals corresponia a persones de 65 anys o més que vivien soles. El nombre mitjà de persones vivint en cada habitatge era de 2,41 i el nombre mitjà de persones que vivien en cada família era de 2,9.
Per edats la població es repartia de la següent manera: un 21,7% tenia menys de 18 anys, un 4,1% entre 18 i 24, un 25,2% entre 25 i 44, un 27,6% de 45 a 60 i un 21,5% 65 anys o més.
L'edat mediana era de 44 anys. Per cada 100 dones de 18 o més anys hi havia 86,3 homes.
La renda mediana per habitatge era de 62.742 $ i la renda mediana per família de 72.868 $. Els homes tenien una renda mediana de 48.527 $ mentre que les dones 36.426 $. La renda per capita de la població era de 30.720 $. Aproximadament l'1,5% de les famílies i el 4,5% de la població estaven per davall del llindar de pobresa.